# Сминтина Олена Валентинівна
Сминтина Олена Валентинівна (28 липня 1972, Херсон) — український історик та археолог. З 2003 р. доктор історичних наук, з 2004 професор, з 2010 академік Академії наук вищої освіти України. Вихованка і згодом науковий керівник наукової школи «Давня історія, археологія та етнологія», заснованої в ОНУ імені І. І. Мечникова у 1968 р.

## Біографія
Батько — Сминтина Валентин Андрійович — доктор фізико-математичних наук, професор, член Академії наук Вищої школи України, завідувач кафедрою експериментальної фізики, ректор Одеського національного університету ім. І. І. Мечникова (1995—2010). Мати Жанна Петрівна — завідувач науково-організаційним відділом ОНУ.
У 1989 р., після закінчення із золотою медаллю середньої школи № 56 м. Одеси, Олена Валентинівна вступає до історичного факультету Одеського державного університету (нині — Одеський національний університет імені І. І. Мечникова). Під керівництвом проф. Станка Володимира Никифоровича обирає нову та мало досліджену у вітчизняній науці проблему взаємодії природи і суспільства на ранніх етапах історії людства. У 1994 році, закінчивши з відзнакою історичний факультет, О. В. Сминтина вступає до аспірантури, де продовжує свої дослідження, результатом яких став захист кандидатської дисертації на тему: «Історія населення України в ІХ—III тис. до н. е.: екологічний аспект» (Дніпропетровськ, 1997 р.). Науковий керівник Станко Володимир Никифорович.
Свою трудову діяльність О. В. Сминтина розпочинає лаборантом у лабораторії археології й етнографії степової України в 1992 р. будучи студенткою III курсу. Навчання в аспірантурі вона поєднувала з викладацькою діяльністю на посаді асистента кафедри археології та етнології України. Після захисту кандидатської дисертації О. В. Сминтина продовжує працювати на цій кафедрі на посаді старшого викладача, а у 2000 р. отримує вчене звання доцента. У тому ж році обирається завідувачем кафедри археології та етнології України історичного факультету ОНУ імені І. І. Мечникова.
У 2003 р. в Інституті українознавства ім. І. Крип'якевича НАН України (м. Львів) Олена Валентинівна захистила докторську дисертацію на тему: «Давнє населення України в його природному середовищі: епоха ранньопервісної общини». У 2004 р. отримала вчене звання професора кафедри археології та етнології України.
З листопада 2004 р. О. Сминтина — заступник голови спеціалізованої вченої ради по захисту докторських дисертацій при історичному факультеті Одеського національного університету.
З 1999 р. — дійсний член Європейської Асоціації археологів, член комітету з професійної підготовки археологів, контактна особа для країн Східної Європи; з 2000 р. — національний координатор діяльності Товариства дослідників Центральної Євразії; з 2001 р. — член Європейського Товариства інвайронментальної історії; з 2003 р. — член Всесвітнього археологічного конгресу; з 2004 р. — індивідуальний член Міжнародного географічного товариства, з 2008 р. — керівник Центру культури та історії Італії імені Дж. Гарібальді, з 2009 р. — член Національного комітету Міжнародної Асоціації дослідників четвертинного періоду (співкерівник секції археології); з 2011 р. — дійсний член Геологічного Товариства США. З 2010 по 2015 рр. — директор Інституту міжнародної освіти Одеського національного університету імені І. І. Мечникова, з 2010 р. — академік Академії наук вищої освіти України.
Нагороджена премією Президента України для молодих вчених (2006), премією імені І. Крип'якевича (2011), грамотами Верховної Ради України, Міністерства освіти і науки України, НАН України, Одеської обласної державної адміністрації.

## Наукова діяльність
Розглядає дописемний етап розвитку людства. О. В. Сминтина відстоює екологічний підхід до інтерпретації історико-культурних процесів первісної доби аналізуючи пізнавальний потенціал понять географічної зони, ландшафту, екологічної ніші та пропонуючи теорію жилого простору як територіальної одиниці. Це дозволяє по-новому підійти до визначення ступеня залежності від природного середовища базових компонентів культури ранньопервісних мешканців території сучасної України.
Сьогодні науковий доробок О. В. Сминтини становить близько 200 друкованих праць, серед яких 3 монографії, 3 навчальні посібники, 14 методичних видань та близько 150 статей, опублікованих у провідних вітчизняних та закордонних фахових виданнях України, Росії, Молдови, Великої Британії, США, Німеччини, Бельгії, Португалії, Фінляндії, Греції, Угорщини та інших країн.
О. В. Сминтина плідно співпрацює з закордонними науковими і освітянськими установами. Вона брала участь у виконанні проектів «Скіфія до скіфів» (ШТАБ), «Одеса в Європі — Європа в Одесі» (ТЕМРПЗ), «Археологія та етнологія Східної Європи: крок молоді у XXI ст.», стажувалась у Центральноєвропейському університеті (м. Будапешт, Угорщина) та університеті м. Екзетер (Велика Британія).
Неодноразово вона була організатором та керівником наукових секцій на міжнародних конгресах у Португалії, Греції, Росії, Німеччині. За її безпосередньою участю на базі очолюваної нею кафедри регулярно проводяться міжнародні наукові конференції.
О. В. Сминтина працює в редколегіях видань «Записки історичного факультету» та «Археологія та етнологія Східної Європи: Матеріали і дослідження», а також «Вісник Одеського університету. Серія історичних наук». За її ініціативою та під її науковою редакцією вийшов друком спеціальний випуск з серії «Вгіtish Archaelogical Reports».

## Праці
- Давня історія України. Ч. 1: Епоха антропосоціогенезу та ранньопервісної общини: навч. посіб. / О. В. Сминтина. — Одеса: Гермес, 1999. — 124 с.
- Екологічні основи відтворення регіональної історії / О. В. Сминтина // Історія України: маловідомі імена, події, факти: зб. ст. — Київ: Рідний край, 1999. — Вип. 7. — С. 167—171.
- Палеоекологічний підхід до вивчення історії населення сучасного терену України в ІХ т УІ тис. до н. е. / О. В. Сминтина // Вісник ОДУ. — 1999. — Т. 4, вип. 2 : Гуманітарні науки. — С. 7-11.
- К проблеме адаптивности культуры этноса: археологический и этнологический аспекты / Е. В. Смынтына // Интеграция археологических и этнографических исследований: сб. науч. тр. — Владивосток ; Омск: Изд-во ОмГПУ, 2000. — С. 35-87.
- Зональність ранньопервісних культур: дослідження, факти, теорії / О. В. Сминтина. — Одеса: Астропринт, 2001. — 306 с.
- Представлення о пространстве в англоязычной этноархеологии / Е. В. Смынтына // Интеграция археологических и этнографических исследований. — Нальчик ; Омск: Изд-во ОМГПУ, 2001. — С. 87-89.
- Ландшафт в контексті палеоекологічного підходу до вивчення давньої культури: проблеми та перспективи / О. В. Сминтина // Записки історичного факультету. — 2001. — Вип. 11. — С. 143—152.
- Поняття жилого простору в контексті дослідження ранньомезолітичних культур степової України / О. В. Сминтина // Археологія. — 2002. — № 1. — С. 44-51.
- Розкопки пізньомезолітичного поселення Залізничне / О. В. Сминтина // Археологія. — 2002. — № 4. — С. 108—118;
- The environmental approach to prehistoric studies: approaches and theories / O. V. Smyntyna // History and theory: Studies in the philosophy of history. — 2003. — Vol. 42, № 4 : Theme issue: environment and history. — P. 44-59.
- Теоретичні питання дослідження екології давньої людини / О. В. Сминтина. — Одеса: Астропринт, 2004. — 104 с.
- An attempt at living space delineation: the case for early mesolithic of Steppe Ukraine / O. V. Smyntyna // British archaeological report. International Series. — 2004. — № 1224. — P. 89-99.
- Early prehistoric culture conceptualization: contemporary controversies / O. V. Smyntyna // British archaeological reports. International series. — 2004. — № 1313. — P. 1-10.
- Ecological explanation of Hunter-Gatherers Behavior: an attempt of historical overview / O. V. Smyntyna // Social evolution and history. — 2004. — Vol. 3, № 2. — P. 3-24.
- Introduction. The use of living space in prehistory / O. V. Smyntyna // British archaeological reports. International series. — 2004. — № 1224.
- Late mesolithic living spaces in the framework of the Black and Azov Sea steppe / O. V. Smyntyna // British archaeological reports. International series. — 2004. — № 1271. — P. 63-75. [Архівовано 13 квітня 2017 у Wayback Machine.]
- Late mesolithic of Southern Ukraine: the settlement of Zaliznychne and new sources for interpretation of the Kukrek phenomenon / O. V. Smyntyna // British archaeological reports. International series. — 2004. — № 1302. — P. 173—186.
- Landscape in prehistoric archaeology: comparing Western and Eastern paradigms / O. V. Smyntyna // Landscape ideologies. Archaeolingua, series minor. — Budapest, 2006. — Vol. 22. — P. 81-96.
- Late mesolithic of the Ukrainian part of the Lower Danube region: new perspectives of human adaptation and interpretation of natural environments / O. V. Smyntyna // Quaternary international. — 2007. — Vol. 167—168. — P. 114—120.
- Острів Зміїний. Історія та археологія / О. В. Сминтина, С. Б. Охотніков, О. І. Терещенко [та ін.]. — Одеса: Астропринт, 2008. — 175 с.
- Introduction / O. V. Smyntyna // Quaternary International. — 2009. — Vol. 197, № 2. — Р. 1-5.
- Pavel Dolukhanov (1937—2009) / O. V. Smyntyna // Quaternary International. — 2010. — Vol. 225, iss. 2. — P. 150—152.
- Agriculture, or the domestication of plants, diffused from its start in the Middle East to the rest of the world. PRO / O. V. Smyntyna // Popular Controversies in World History. — California: Santa Barbara: ABC-Clio, 2011. — Vol. 1 : Prehistory and Early Civilizations. — P. 23-37.
- Mesolithic settlements of the Ukrainian Steppes: migration as sociocultural response to a changing world / O. V. Smyntyna // British Archaeological reports, International series / Comparative Archaeology and Paleoclimatology: sociocultural responces to a changing world. — 2013. — № 2456. — P. 93-98. [Архівовано 13 квітня 2017 у Wayback Machine.]
- Environment in Soviet and Post-Soviet archaeology / O. V. Smyntyna // Humans and environment: new archaeological perspective for the twenty-first century. — Oxford: Oxford University press, 2013. — Р. 27-44.
- Late Mesolithic site of Zaliznychne in the light of recent hypothesis of Neolithization of North-Western Pontic region / O. V. Smyntyna // Romanian Review of Eurasian Studies. — 2015. — Vol. XI, № 1-2. — P. 7-22.